# Веприцький Роман Сергійович
Роман Сергійович Веприцький (нар. 18 грудня 1977 року, Харків) — український державний, політичний і громадський діяч, депутат Харківської обласної ради VII скликання.

## Життєпис
Народився 18 грудня 1977 року в Харкові в родині робітників, батько — Сергій Павлович Веприцький (1937—1994), мати — Алла Миколаївна Веприцька (1939—1989). З 1983 по 1991 рік навчався у Харківській спеціалізованій школі I—III ступенів № 108. З 1991 по 1993 рік навчався у Харківському професійному ліцеї залізничного транспорту.

## Освіта
- Вивчав залізничний транспорт, економіку, житлове господарство, державне управління, юриспруденцію.
- 2003 — закінчив Юридичну академію ім. Ярослава Мудрого за спеціальністю «Правознавство». 2011 року закінчив Харківську зооветеринарну академію (спеціальність «Менеджмент організацій»).
- 2011 — закінчив Харківський інститут державного управління (спеціальність «Державне управління»).
- 2012 — закінчив Харківський національний аграрний університет ім. Докучаєва (спеціальність «Землевпорядкування та кадастр»).
- 2009 — у Харківському університеті внутрішніх справ отримав ступінь кандидата юридичних наук (спеціальність 12.00.05 — трудове право; право соціального забезпечення).
- З 2016 року — доктор юридичних наук за спеціальністю «Кримінальне право та кримінологія; кримінально-виконавче право».

## Трудова діяльність
1997 році — почав трудову біографію з посади начальника авторемонтних майстерень.
У 1997—1999 роках працював двірником у селищі Бабаї під Харковом. 
У 1999—2000 роках — юрист заводу з переробки в Харківському районі, що займався звалищами навколо обласного центру, далі був директором на цьому ж підприємстві (2000—2003 рр.).
По завершенню Національної юридичної академії продовжив юридичну діяльність (2003—2006 рр.).
2009 року став завідувачем сектору Держкомзему України. У 2009—2010 роках — начальник Головного управління Держкомзему у Дніпропетровській області.
2010 рік — начальник відділу земельних ресурсів Харківської райадміністрації, заступник голови з питань діяльності виконавчих органів, керівник справами виконавчого комітету Жовтневої райради Харкова.
2010—2011 роки — Голова адміністрації Жовтневого району Харківської міськради.
2011—2015 роки — Голова адміністрації Комінтернівського району Харківської міської ради.

### Укрзалізниця
У 2016 році брав участь у конкурсі на посаду начальника «Південної залізниці», посаду не отримав. З вересня 2017 року — заступник директора з фінансово-економічних питань регіональної філії «Південно-Західна залізниця» Укрзалізниці. З листопада 2017 року — в.о. директора регіональної філії «Південно-Західна залізниця» ПАТ «Укрзалізниця», з 28 лютого 2019 року — директор філії.
За його головування на Південно-Західній залізниці здійснено реформу системи закупівель. Завдяки цьому вдалось заощадити 170 млн грн[джерело?].
Займався реалізацією проекту експрес «Київ-Бориспіль». У грудні 2018 року експрес перевозив 1600 пасажирів щодоби, в липні 2019 року — 3100.
2019 — під керівництвом Веприцького завершено реконструкцію Київської дитячої залізниці. Мета — більш ефективно проводити профорієнтаційну роботу та збільшити рентабельність об'єкта. На всій протяжності залізниці (2,5 км) збудували дев'ять пішохідних переходів. Спорудили новий залізничний переїзд із сигналізацією та дитячий майданчик. Капітально відремонтували рухомий склад малої магістралі та колійну мережу, пристрої безпеки, касову залу. Було капітально відремонтовано навчальні аудиторії для юних залізничників. У касах встановлено POS-термінали.
Під керівництвом Веприцького «розумні» пішохідні переходи з'явилися в Ірпені, Білій Церкві та Києві. Це дозволило зменшити кількість загиблих майже удвічі. 
17 липня 2019 відбулося відкриття оновленого пішохідного переходу через залізничні колії на станції Біличі у смт Коцюбинське Київської області.

### Депутат
- 2006—2011 роки — Депутат Пісочинської селищної ради Харківського району Харківської області V скликання;
- з 2015 — Депутат Харківської обласної ради VII скликання.

### Наука
- 2015 — наукова діяльність, викладач  кафедри кримінального права і кримінології факультету № 1 Харківського національного університету внутрішніх справ.
- 2015—2016 — викладав у цьому ж університеті.

## Громадська діяльність
- 1998 — заснував громадську організацію «Спілка молоді та студентів» Харківського району Харківської області.
- З 2001 — Харківського обласного товариства захисту тварин, завідувач юридичним відділом на громадських засадах.
- 2004 — радник голови Харківської районної державної адміністрації Харківської області з правових питань.
- З 2004 — член Спілки адвокатів України.
- 2007 — став засновником громадської організації «Товариство учасників руху» у м. Харків.
- З 2011 — член Українського товариства мисливців і рибалок.
- З 2012 — почесний член Міжнародної поліцейської асоціації української секції.
- З 2014 — волонтер.
- З 2015 — член Національної спілки краєзнавців України.
- З 2015 — засновник та президент федерації шахів Харкова.
- 2015 — засновник громадської організації «Україна об'єднана».

## Нагороди
- 2006 – Лауреат регіонального рейтингу «Харків'янин року» в номінації «Лідери промисловості та бізнесу»
- 2007 – Нагороджений орденом «Святого Миколи Чудотворця» Української православної церкви Київського патріархату
- 2007 – Нагороджений нагрудним знаком «Лідери XXI століття»
- 2007 – Нагороджений медаллю «Ділова людина України»
- 2008 – Нагороджений орденом «Преподобного Нестора літописця» II ступеня Української православної церкви
- 2008 – Нагороджений медаллю «Лідери XXI століття»
- 2008 – Нагороджений орденом «Святого Георгія Побідоносця» Української православної церкви
- 2008 – Нагороджений «Почесним знаком» Української православної церкви
- 2012 – Нагороджений орденом «Лідер України»
- 2013 – Нагороджений медаллю «За благодійність»
- 2013 – Нагороджений Почесною відзнакою «Чорнобильська пошана»
- 2014 – Нагороджений орденом «Патріот України»

## Рекорди
- 2012 — Національний рекорд України: портрет Юрія Гагаріна на фасаді будинку — найбільше графіті в Україні[8]
- 2013 — Національний рекорд України: харківський портрет Тараса Шевченка визнали найбільшим графіті в Україні[9]
- 2015 — Національний рекорд України: найбільша кількість людей, яка грала в шахи
- 2015 — Національний рекорд України: найбільша колекція фігурок слонів
- 2015 — Національний рекорд України найбільший тризуб викладений тілами людей на горі Говерла[10]
- 2016 — Національний рекорд України до дня закоханих: найбільша кількість жінок на руках у чоловіків — ініціатор
- 2018 — Проект експрес «Київ-Бориспіль» реалізованов рекордно стислий термін — 7 місяців
- 2018 — В рамках проекту експрес «Київ-Бориспіль» за рекордно стислий термін збудовано 272 метровий залізничний міст над автотрасою Київ-Харків[2]
- 2019 — Світовий рекорд: перша абсолютно точна діюча копія справжнього вокзалу Київ-Пасажирський.